# برنارد بريتز
برنارد بريتز (بالسويدية: Bernhard Britz)‏ مواليد 27 مارس 1906 في السويد - الوفاة 31 مايو 1935 في مقاطعة فسترا يوتالاند، السويد، كان دراج سويدي. سبق أن شارك في دورة الألعاب الأولمبية الصيفية وفاز بميدالية أولمبية.

## الميداليات
| الميدالية | المسابقة                       |
| --------- | ------------------------------ |
| برونزية   | الألعاب الأولمبية الصيفية 1932 |
| برونزية   | الألعاب الأولمبية الصيفية 1932 |

## روابط خارجية
- برنارد بريتز على موقع أرشيف الدراجات (الإنجليزية)
- برنارد بريتز على موقع إحصائيات الدراجات الإحترافية (الإنجليزية)
- برنارد بريتز على موقع أوليمبيديا (الإنجليزية)
- برنارد بريتز على موقع اللجنة الأولمبية السويدية (السويدية)
- profile